# Frank D. White
Frank Durward White (Texarkana, 4 giugno 1933 – Little Rock, 21 maggio 2003) è stato un politico statunitense.
È stato il 41º governatore dell'Arkansas, carica che ha ricoperto dal gennaio 1981 al gennaio 1983, tra i due mandati di Bill Clinton.

## Biografia
White è stato il secondo repubblicano mai eletto governatore dell'Arkansas dopo l'era della ricostruzione. Firmò una legge che imponeva l'insegnamento del creazionismo nelle scuole pubbliche dell'Arkansas, insieme alla teoria dell'evoluzione, ma la legge fu annullata nel 1982 nel caso giudiziario McLean v. Arkansas. Dal 1998 al 2003, White è stato commissario bancario dell'Arkansas, su nomina del governatore Mike Huckabee. White è sepolto nello storico cimitero di Mount Holly a Little Rock. Nel 2006, il Partito Repubblicano dell'Arkansas ha istituito il premio "Hi, I'm Frank White". Questo premio è considerato il più alto riconoscimento assegnato dal GOP dell'Arkansas.